# Pierre-Jacques Willermoz
Pierre-Jacques Willermoz (25 de mayo de 1735 - 26 de junio de 1791), fue un médico y químico francés. Hermano menor de Jean-Baptiste Willermoz.
Willermoz fue nombrado, en 1761, profesor de química de la Universidad de Montpellier pero decidió dimitir de su cargo en 1763, y regresar a Lyon, donde, siguiendo el consejo de sus amigos, se dedicó a instruir sobre química, en cursos que eran muy frecuentados. Fue miembro del Colegio de médicos de Lyon, al tiempo que consagraba su vida a la investigación científica el tiempo que le dejaba libre el ejercicio de su profesión. 
Fue admitido en la Academia de Ciencias y Bellas Artes de Lyon. Dada su estrecha amistad con el agrónomo François Rozier, participó en la redacción de su Dictionnaire universel d’agriculture. Asimismo, como enciclopedista colaboró en la Encyclopédie o Dictionnaire raisonné des sciences, des arts et des métiers de Denis Diderot y D'Alembert.

## Literatura
- Alice Joly; Jean Lacassagne; Jean Rousset; Lucien Michel; Joseph Chinard; Pierre-Alexandre Tardieu: Pierre-Jacques Willermoz: Médecin lyonnais (1735-1799). Éditions de La Guillotière, 1938.

- Datos: Q907133
- Multimedia: Pierre-Jacques Willermoz / Q907133